# Annou Mahaman
Annou Mahaman (* 8. April 1944 in Gazaoua; auch Annou Mahamane, Annou Mahman) ist ein nigrischer Politiker.

## Leben
Annou Mahaman schloss 1962 seinen Schulbesuch am Lycée National in Niamey ab. Er erwarb danach ein Diplom in Wirtschaftswissenschaften an der Universität Montreal in Kanada. Er arbeitete in Niger ab 1969 für die staatliche Kommission für Entwicklung und danach ab 1970 als Kabinettsdirektor des Ministers für ländliche Wirtschaft Noma Kaka sowie zugleich als Sekretär des ständigen Komitees für ländliche Entwicklung. Mahaman wurde am 15. November 1971 zum Ersten Botschaftssekretär an der Botschaft Nigers in Ottawa in Kanada ernannt. Diesen Posten hatte er bis März 1973 inne. Anschließend wurde er Kabinettsdirektor des Ministers für ländliche Wirtschaft Mahamane Dan Dobi.
Nach dem Sturz von Staatspräsident Hamani Diori am 15. April 1974 und dem Beginn der Herrschaft des Obersten Militärrats unter Staatschef Seyni Kountché wurde Annou Mahaman im Juni 1974 zum Generalsekretär für ländliche Wirtschaft bestimmt. Kountché holte Mahaman noch im selben Jahr in seine Regierung, der er bis 1984 mit wechselnden Ämtern angehörte. Ab 8. Juni 1974 wirkte er dort als Staatssekretär für ländliche Wirtschaft, Klima und Hilfsmaßnahmen für die Bevölkerung unter dem dieselben Ressorts innehabenden Minister Ali Saïbou. Ab 30. November 1974 war er Staatssekretär für ländliche Wirtschaft und Klima unter Minister Moussa Bayéré und ab 3. Juni 1975 Staatssekretär für Entwicklung unter Minister Sani Souna Sido.
Annou Mahaman fungierte ab 21. Februar 1976 als Planungsminister, wobei dieses Ressort neu geschaffen wurde. In diesem Amt wurde er am 9. Februar 1981 von Mahamane Brah abgelöst und stattdessen zum Minister für Bergbau und Industrie bestimmt. Für Bergbau war zuvor Arouna Mounkaïla und für Industrie zuvor Maï Maïgana zuständig gewesen. Am 14. Juni 1982 wurde Annou Mahaman erneut Planungsminister – mit Alhousseïni Mouloul als untergeordneten Staatssekretär für Planung – und Oumar Bachir Diallo wurde Minister für Bergbau und Industrie. In der Regierung vom 24. Januar 1983 wurde Mahaman Staatsminister für Planung und Minister für Handel und Verkehr. Die Agenden Handel und Verkehr übernahm er von Hamid Algabid. Mit Almoustapha Soumaïla bekam er einen zweiten Staatssekretär – für Handel und Verkehr – beigestellt. Amadou Nouhou wurde am 14. November 1983 Minister für Handel und Verkehr. Annou Mahaman blieb Staatsminister für Planung. Ab 27. August 1984 war er nicht mehr in der Regierung vertreten. Die Agenden für Planung übernahm Almoustapha Soumaïla.
Mahaman wurde in weiterer Folge Generaldirektor der Bank BIAO Niger. Er fungierte zudem als Präsident der Kammer für Handel, Industrie und Handwerk Nigers und als Präsident des Berufsverbands der Banken und Finanzinstitute Nigers. Ferner wurde er Präsident der 1993 gegründeten Nichtregierungsorganisation GERDDES-Niger, einer Studien- und Forschungsgruppe für Demokratie sowie wirtschaftliche und soziale Entwicklung.
Annou Mahaman ist verheiratet.